# Lamborghini R 226

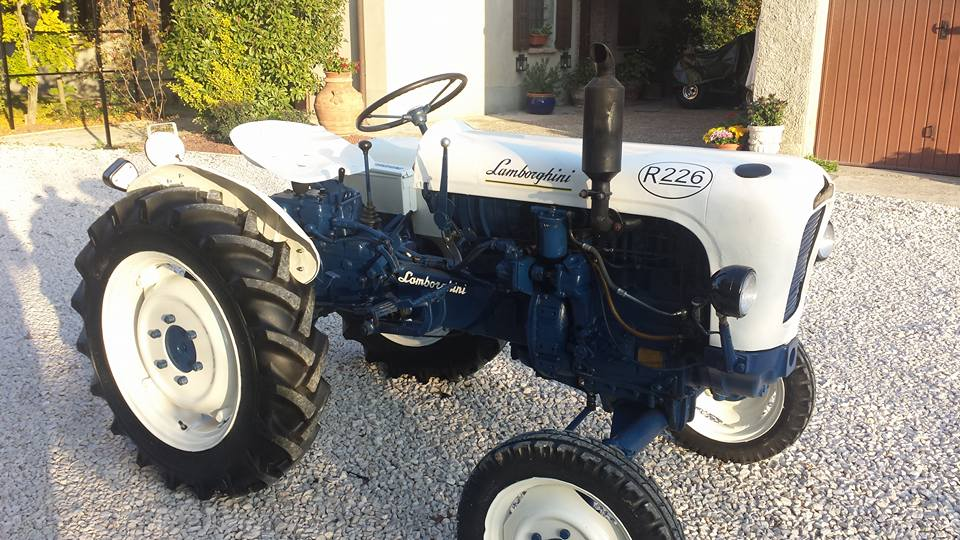
Trattrice Lamborghini R 226

La trattrice Lamborghini R 226 fu prodotta dal 1967 al 1969 dalla Lamborghini Trattori. Derivata dal modello 1R.
Il motore con cui veniva equipaggiata la trattrice era l'ormai rodato bicilindrico diesel 4 tempi Lamborghini "FL2" da 1462 cm³. Essendo derivato dall'1R anch'esso sviluppava 26 hp di potenza a 2200 g/m}, differiva solamente per la diversa disposizione della pompa del gasolio che, in questo modello, era "immersa" nel monoblocco in ghisa anziché essere posizionata esternamente. Il cambio era un Hurt non sincronizzato a sei rapporti più la retromarcia che permetteva di raggiungere una velocità massima di 20 km/h.
Il quadro strumenti era composto da: tachimetro FIAMA indicante giri del motore, giri puleggia, giri presa di forza e contaore. Manometro dell'olio Veglia Borletti ( 0/25/50 ). Chiave di accensione a 4 posizioni. Spia motorino di avviamento Bosch.
L'impianto elettrico è alimentato da una batteria a 12 volt e dalla dinamo Bosch. Comprende 2 fari anteriori di forma tonda con luci di posizione, anabbaglianti e abbaglianti selezionabili con la chiave dal quadro strumenti. 2 fari posteriori Carello comprensivi di luci di posizione, luce targa (solo faro sinistro) e catarifrangenti. 1 faro posteriore per l'illuminazione aggiuntiva durante il lavoro notturno.
Ne furono prodotti e venduti 205 esemplari tutti a trazione posteriore, non fu mai prodotta invece la versione a doppia trazione e non è noto il numero di esemplari rimasti.
Questo modello fu il primo ed unico della gamma Lamborghini a cofano arrotondato con la doppia colorazione bianco/blu.
In dotazione venivano forniti presa di forza a giri unificati e sincronizzata, dispositivo di bloccaggio differenziale e barra agricola di traino. A richiesta potevano essere aggiunti: sollevatore idraulico a posizione controllata, completamento a tre punti, presa di forza per barra falciante, zavorre anteriori e posteriori e gancio di traino per rimorchi a uno e due assi di categoria B.
Ne fu prodotta anche la versione cingolata, il Lamborghini 226 C che differiva dalla versione gommata per la presenza del cofano squadrato tipico dei modelli successivi.